# Lepas anatifera
A Lepas anatifera az állkapcsilábas rákok (Maxillopoda) osztályának Lepadiformes rendjébe, ezen belül a Lepadidae családjába tartozó faj.

## Előfordulása
A Lepas anatifera kozmopolita élőlény. A Föld minden trópusi és szubtrópusi tengerében megtalálható. Mivel tárgyakra tapadva él, az áramlatok néha a hideg vizekbe is elsodorják; ilyenformán megtalálható Izland, Norvégia, a Shetland-szigetek, Feröer és a Spitzbergák közelében vagy azok partján is.

## Alfaja
- Lepas anatifera anatifera Linnaeus, 1758

## Megjelenése

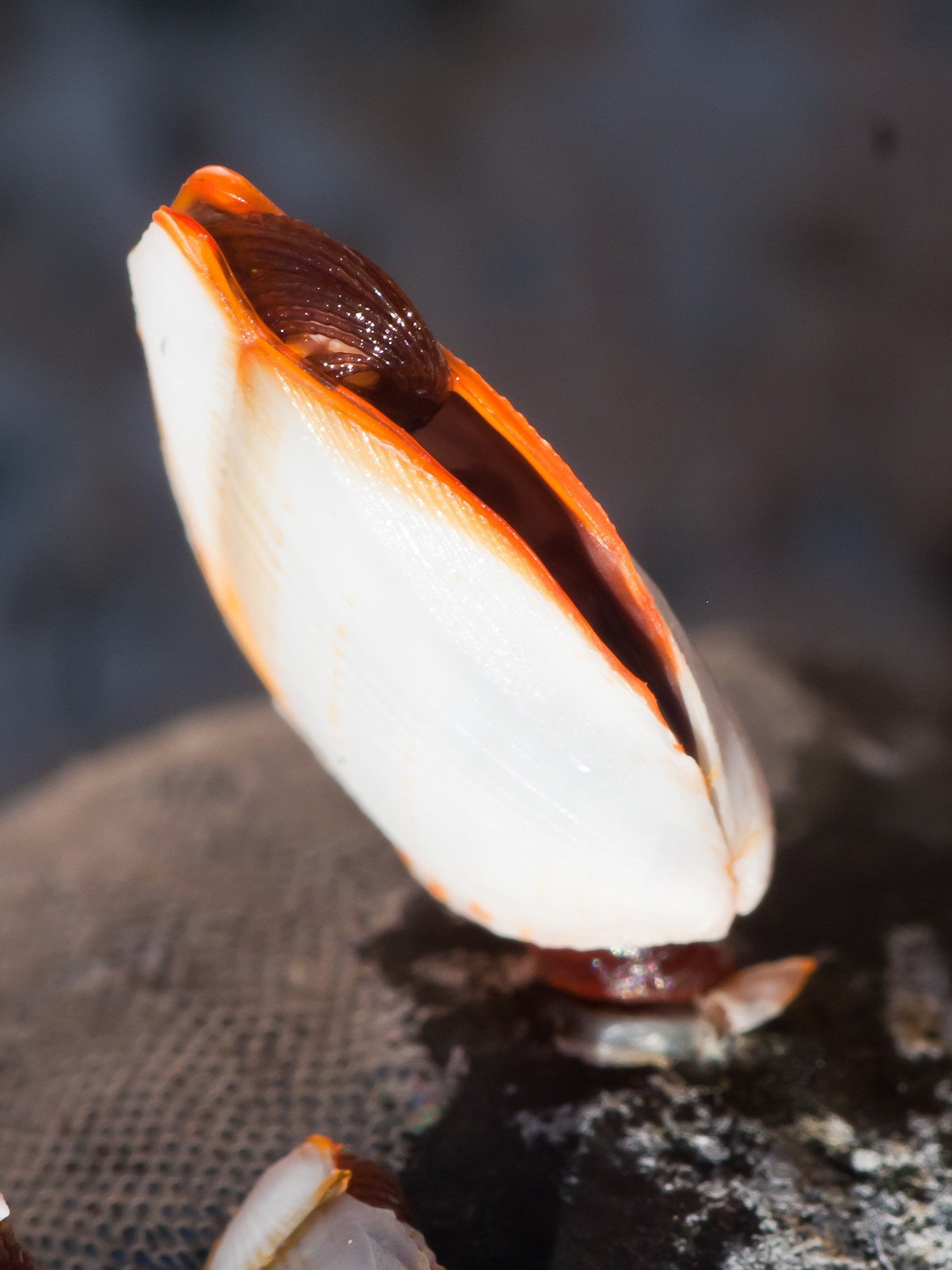
Részben megnyílva látszik az egyik kacslába

Az állat héja egy hosszú és hajlékony nyélen ül. A majdnem átlátszó héj, öt részből áll, mindegyik rész szegélye skarlátvörös. A héjon is van halvány mintázat. A héjon belül a ráknak van feje, tora és csökevényes potroha. A végtagjai, más néven kacslábai barna színűek; ezekkel szerzi meg a táplálékát. A nyél, amellyel a tárgyakhoz tapad, igen erős, színezete pedig lilásbarna. A nyél 4-8 centiméter és a héj 5 centiméter hosszú.

## Életmódja
A Lepas anatifera a legtöbbször élettelen tárgyakra tapadva él, de néha algatutajokon és tengeriteknős-féléken (Cheloniidae) is fellelhető. 2008-ban, Mexikó csendes-óceáni partjánál megfigyeltek egy hegyesorrú krokodilt (Crocodylus acutus), amelyen kisebb méretű Lepas anatiferák éltek. Ez volt az első feljegyzett eset, hogy kacsakagylók telepedtek meg egy krokodilon; és ez azt jelenti, hogy a krokodil legalább egy hetet töltött a tengervízben. A hajókon is utazhat. Tápláléka a vízben sodródó plankton. A Leponiscus anatifae nevű ászkarákfaj (Isopoda) a főbb külső élősködője.

## Szaporodása
Ez az állatfaj hímnős, de a megtermékenyítést egy másik, a közelben tartózkodó példány végzi. Az egyik állat pénisze behatol egy másik kacsakagyló héja alá, majd leadja a spermát. A petéből való kifejlődés, a felnőtt állat testében történik meg. Az első fejlődési stádiumában a kacsakagyló úgynevezett naupliusz-lárva. Miután tovább fejlődik, megtelepszik egy tárgyon.

## Képek

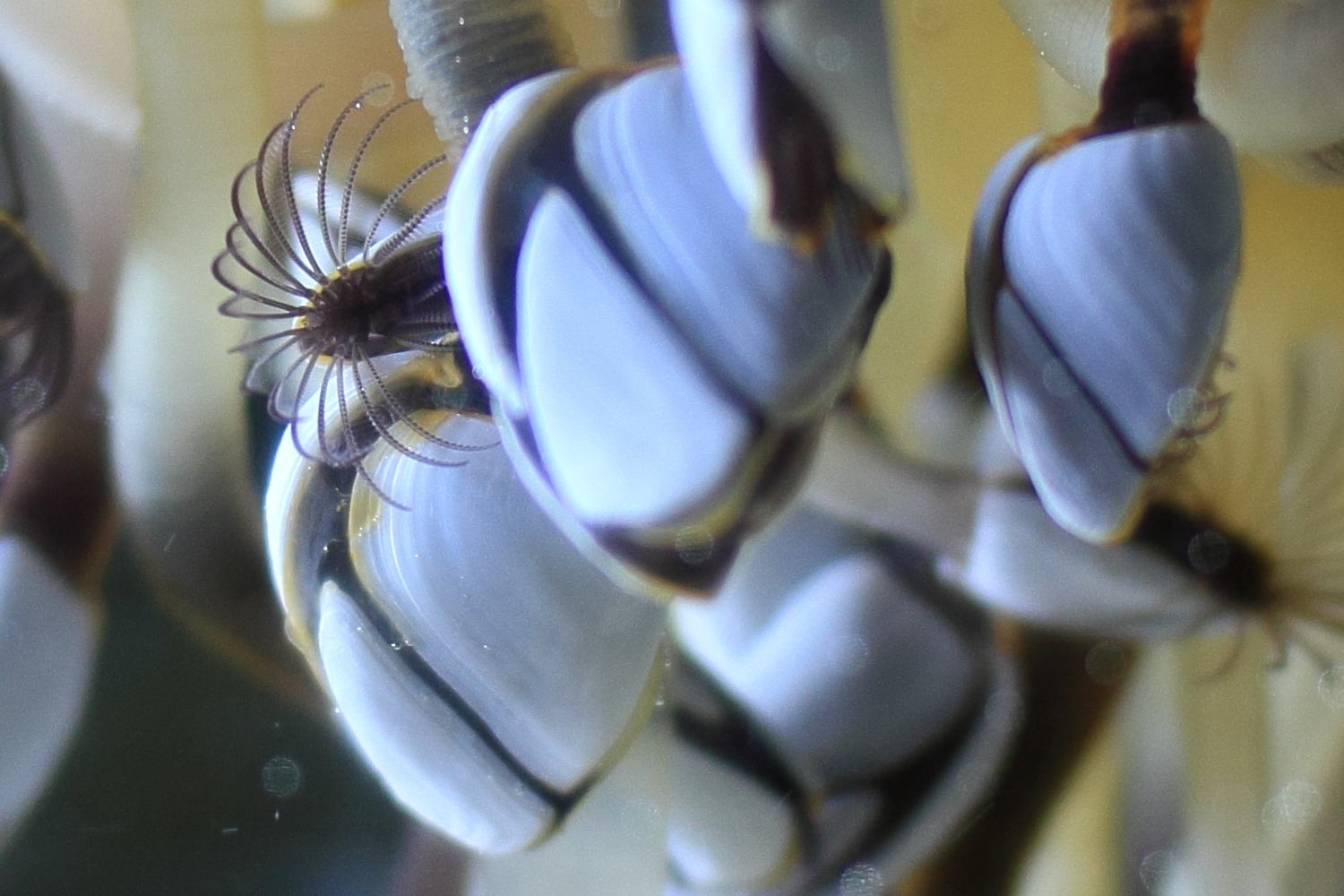
Táplálkozó példányok
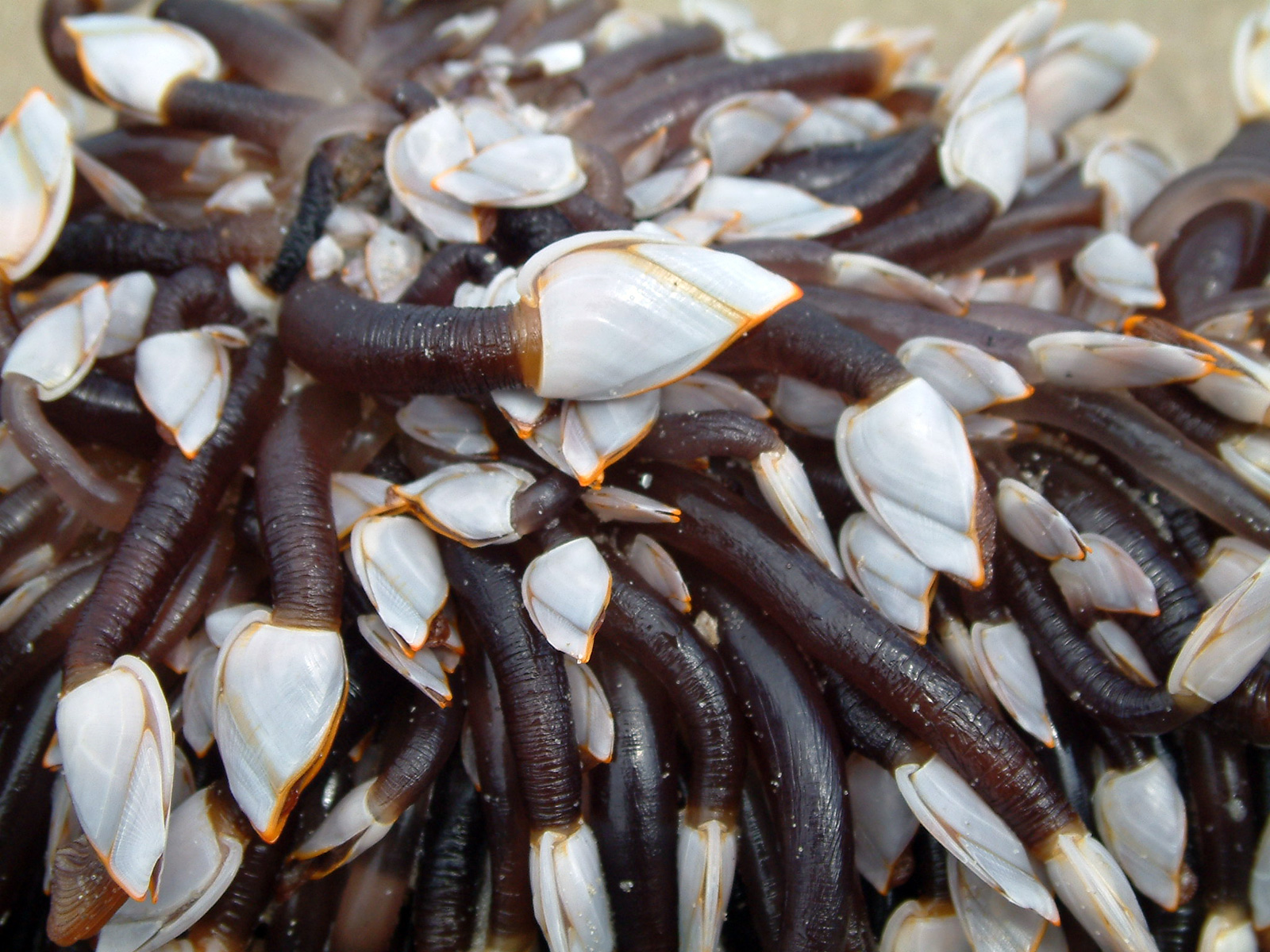
Sokan
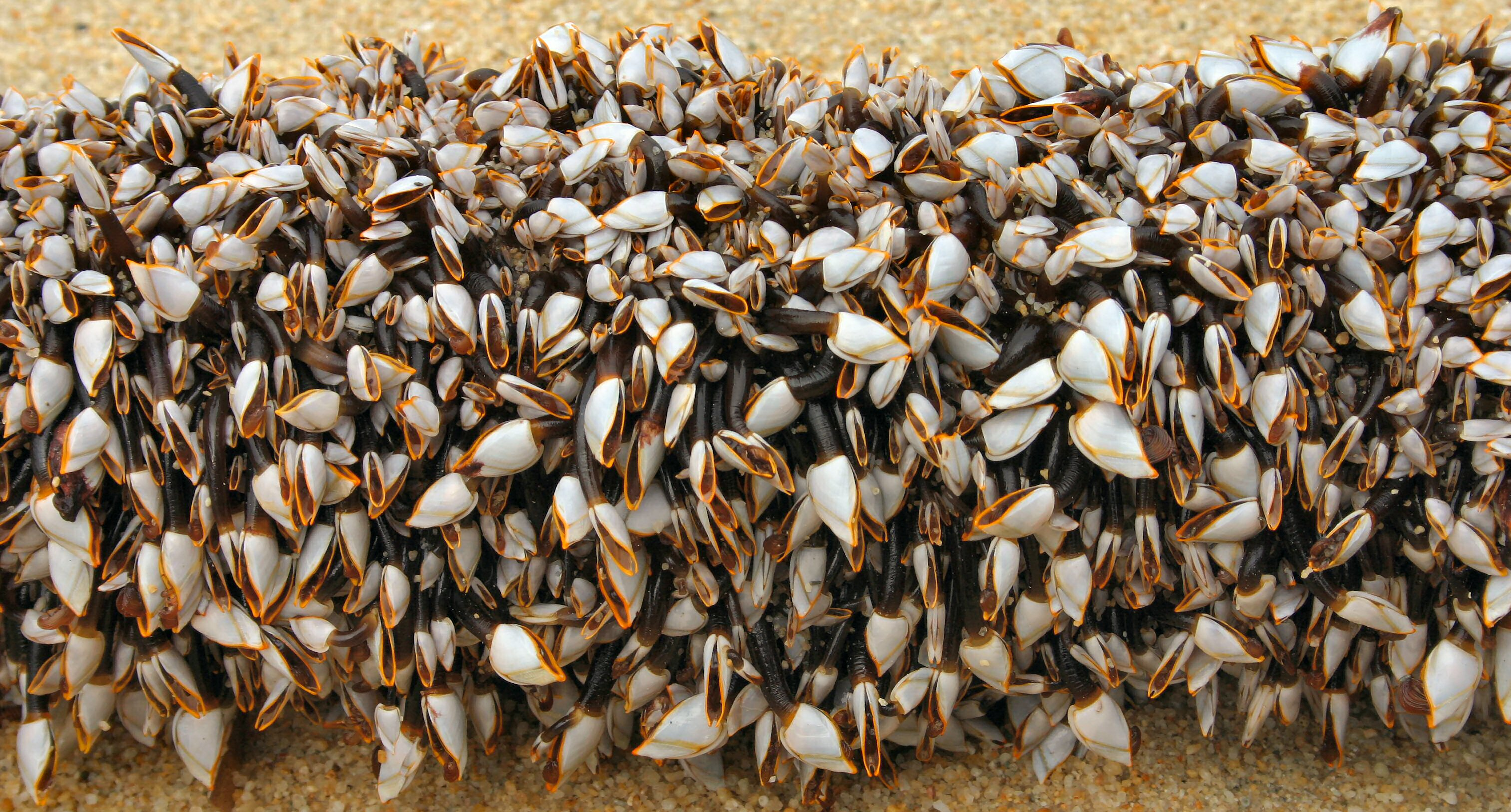
Tömegesen
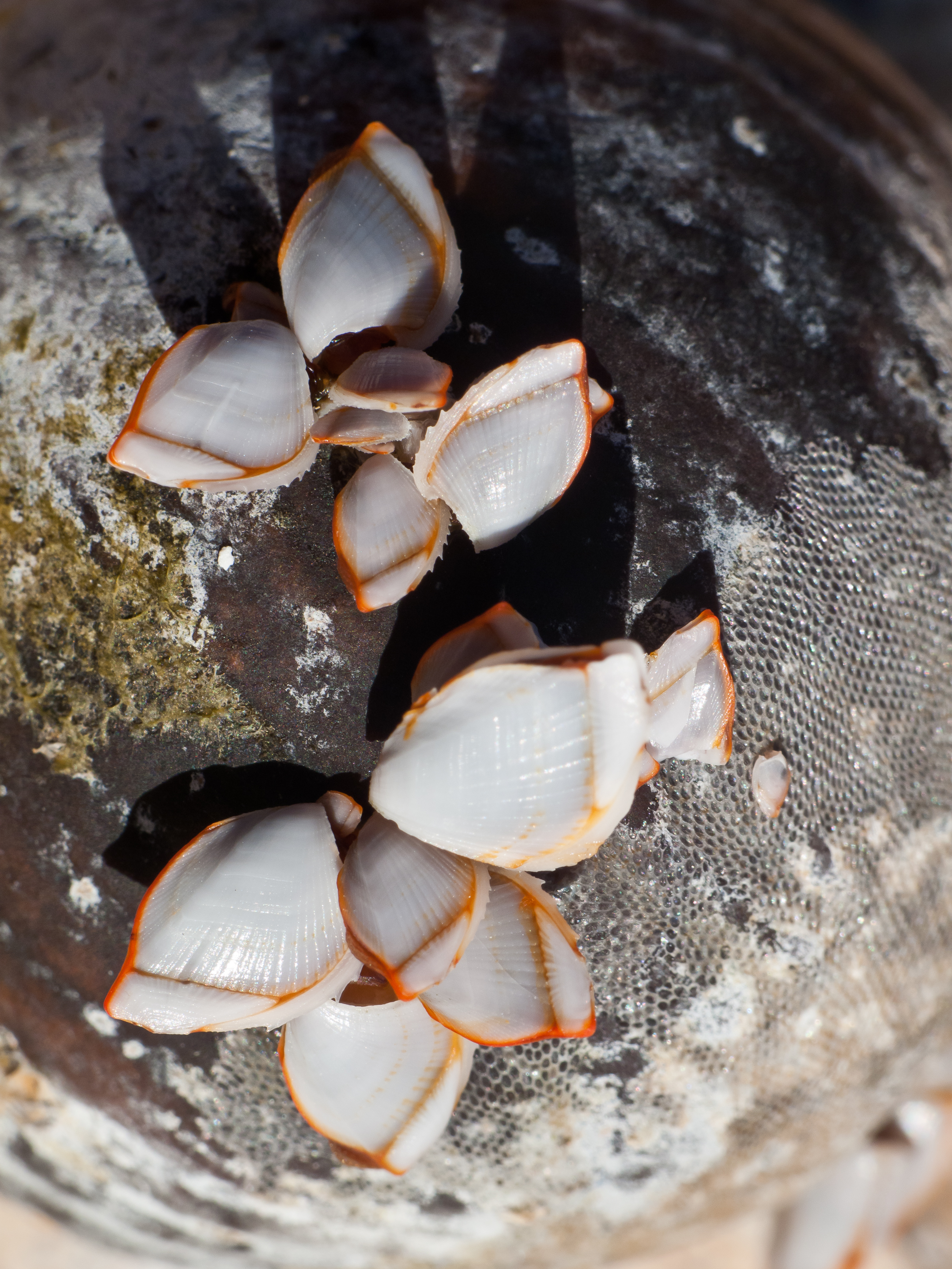
Skarlátvörös szegélyei vannak
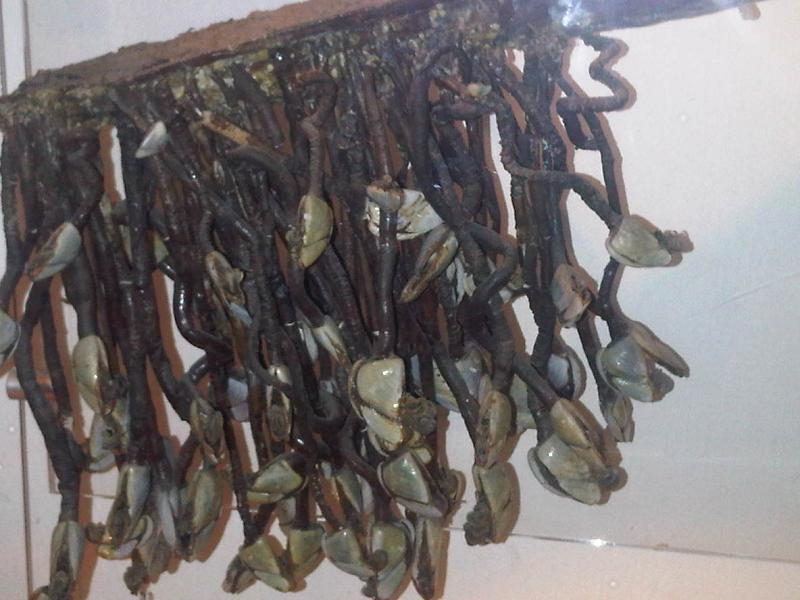
A londoni Természettudományi Múzeumban

### Fordítás
- Ez a szócikk részben vagy egészben  a   Lepas anatifera című angol Wikipédia-szócikk ezen változatának fordításán alapul.  Az eredeti cikk szerkesztőit annak laptörténete sorolja fel. Ez a jelzés csupán a megfogalmazás eredetét és a szerzői jogokat jelzi, nem szolgál a cikkben szereplő információk forrásmegjelöléseként.